# Jerome Stowell
Jerome Walter Stowell (* 1913; † 1973) war ein US-amerikanischer Klarinettist und Musikpädagoge.
Stowell absolvierte eine kaufmännische Ausbildung am Michigan State College und bis 1935 an der University of Chicago. Klarinette studierte er bei dem belgischen Musiker Joseph Heynen. Er unterrichtete Klarinette zunächst an der Paul University, später an der Northwestern University in Chicago. Unter der Firma Stowell, Wells & Schneider produzierte er Mundstücke für Klarinetten. Nach einem Jahr im Chicago Civic Orchestra war er von 1936 bis zu seinem Tod 1973 Zweiter Klarinettist des Chicago Symphony Orchestras. Mit dem Flötisten Ralph Johnson, dem Oboisten Robert Mayer, dem Hornisten Philip Farkas und dem Fagottisten Wilbur Simpson bildete er das Chicago Symphony Woodwind Quintet.